# Adolf Fischer (Politiker)
Adolf Fischer (* 17. Juli 1807 in Reinach AG; † 7. April 1893 in Aarau) war ein Schweizer Politiker und Offizier.

## Biografie
Adolf Fischer wurde am 17. Juli 1807 als Sohn des Fabrikanten und Grossrats Samuel Fischer in Reinach geboren. Er besuchte die Gymnasien in Zürich und Aarau und absolvierte danach eine kaufmännische Ausbildung in Genf. Zudem belegte er zwei Semester die Studien der Rechte und der Kameralwissenschaften in Heidelberg. Ab dem Jahre 1828 war Fischer in den Spinnereien seines Vaters tätig, doch engagierte er sich vor allem in öffentlichen Ämtern. Von 1831 bis 1850 agierte er als Bezirksrichter, davon 1842 bis 1850 als Präsident, sowie von 1841 bis 1842 als Oberrichter. Daneben war er von 1869 bis 1885 im Verwaltungsrat der Centralbahn sowie von 1880 bis 1887 im Verwaltungsrat der Gotthardbahn-Gesellschaft vertreten. Fischer war ein erklärter Gegner der Nationalbahn. Im militärischen Bereich wurde er 1847 zum Stabschef der Artillerie ernannt. Zusätzlich wirkte er von 1849 bis 1860  als Oberst und als eidgenössischer Artillerieinspektor.
Adolf Fischer, der Adele, Tochter des Oberfeldarztes Ferdinand Stäbli, ehelichte, verstarb am 7. April 1893 im Alter von 85 Jahren in Aarau.

## Politische Laufbahn
Von 1833 bis 1867 war Fischer Mitglied des aargauischen Grossrats, davon 1842 und 1846 als Präsident. Daneben fungierte er 1851 als Präsident des Verfassungsrats sowie von 1867 bis 1887 als Regierungsrat zuständig für Militär, Inneres und Finanzen. Bei den ersten Parlamentswahlen wurde Fischer 1848 in den Nationalrat gewählt. Als gemässigt liberaler Abgeordneter gehörte er diesem zunächst bis 1854 an, danach von 1855 bis 1857 und schliesslich von 1861 bis 1869. Fischer galt als einflussreiches Ratsmitglied.